# Lorentz Eichstadt
Lorentz Eichstadt (10 de agosto de 1596 – 8 de junio de 1660) fue un matemático y astrónomo alemán. Ejerció como médico en Szczecin  (Pomerania), dedicándose a la docencia de las matemáticas y la medicina en Danzig.

## Semblanza
Eichstaedt era el hijo del negociante Peter Szczecin Eichstaedt y de su esposa Anna, hija del regidor Peter Mathias de Goleniów en Pomerania. Después de asistir a la escuela secundaria en Szczecin, estudió en 1612-1613 en la Universidad de Greifswald, y a partir de 1614 en la Leucorea, la universidad luterana de Wittenberg, donde fue alumno de Daniel Sennert. En el período de 1617 a 1619 estudió en varias universidades de Alemania y Holanda, tras lo que se inició desde 1619 en la práctica de la medicina con el doctor David Faber en Altenburg. En 1621 obtuvo su doctorado en Wittenberg y luego se estableció como médico en Stargard (Pomerania). En 1624, con tan solo 24 años de edad, es nombrado médico de la municipalidad de Szczecin.
Contrajo matrimonio con Katharina Giese (hija del Alcalde de Szczecin Paul Giese) en 1628. De este matrimonio nacieron seis hijos, cuatro varones y dos mujeres. Entre 1633 y 1640 viajó a Holanda, aunque sin mantener contactos científicos. Después de veinte años trabajando en Stettin fue nombrado en 1645 médico de la municipalidad y profesor de medicina, matemáticas y física en el Gimnasyum Académico de Gdansk, donde trabajó hasta el final de su vida.
En Danzig conoció al entonces joven y desconocido astrónomo Johannes Hevelius, quien en su famosa obra Selenographia de 1647 le dedica un poema.
Eichstaedt realizó en Stargard un trabajo astronómico sobre la conjunción de los planetas Júpiter y Saturno, impreso en Stettin en 1622. En los años siguientes publicó numerosas obras (centradas tanto en otros cuerpos astronómicos como en asuntos médicos) entre las que destaca su calendario astronómico de 1634-1644, incluyendo tablas para ser usadas por geógrafos, navegantes y astrónomos, calculando las posiciones de los planetas. Con este calendario mantuvo el impulso iniciado con la publicación de las famosas Tablas Rudolfinas tabuladas por Johannes Kepler en 1627.

## Publicaciones
- Disputationum de Corpore mixto (Wittenberg 1615)
- Prognosticon de Coniunctione Magna Saturni et Jovis in Trigono Igneo Leonis (Stettin 1622)
- De Confectione Alchermes (Stettin 1634)
- Ephemerides (Stettin 1634 und 1636, Danzig 1644)
- Paedia Astrologica (Stettin 1636)
- Tabulae Harmoniae Coelestium (Stettin 1644, digitalización disponible en línea)
- Collegium anatomicum (Danzig 1649)
- Planorum Geometria (Lübeck 1650)
- De Camphora an Hippocrati et aliis (Danzig 1650)
- Problemata electro-logica, physico-medica (Danzig 1650)
- Collegium physicum (Danzig 1654 - 1658)

## Eponimia
- El cráter lunar Eichstadt lleva este nombre en su memoria.